# Thomas Dongan
Thomas Dongan (1634-1715), 2e comte de Limerick, fut le premier gouverneur royal de New-York.

## Biographie
Il devient gouverneur de New York en 1683.